# Zeca Baleiro e Convidados - A Viagem da Família Zoró
Zeca Baleiro e Convidados - A Viagem da Família Zoró é o 9o DVD da carreira do músico Zeca Baleiro, mas o primeiro infantil. Trata-se de um desdobramento do disco Zoró (bichos esquisitos) Vol.1, lançado em 2014.
Com roteiro de Baleiro, o DVD narra passeio de férias de casal com os dois filhos. No trajeto da família, as histórias, conversas e brincadeiras são pretextos para a aparição da bicharada esquisita de Zoró e para a exibição de 11 clipes.
O dvd reúne as vozes de: Danilo Grangheia (Pai Zoró), Thais Pimpão (Mãe Zoró), Débora Dubois (Irmã Zoró) e do próprio Zeca Baleiro (Zoró), Com animação de Marcos Faria, também participam do dvd os artistas Catapreta, Marcelo Presotto, Dani Libardi, Deeper e Marcelo Amiky e o argentino Tomas Rajlevsky, do Wake Studio.

## Faixas
1. Onça Pintada

2. Macacada

3. Nunca Vi A Baleia Mamar

4. Pula, Canguru

5. Girafa Rastafari

6. Pulga De Sorte

7. O Pardal

8. O Hipopótamo

9. Deu Zebra

10. A Serpente Que Queria Ser Pente

11. O Ornitorrinco

## Créditos
- Zeca Baleiro - Voz (Zoró)
- Danilo Grangheia - Voz (Pai Zoró)
- Thais Pimpão - Voz (Mãe Zoró)
- Débora Dubois - Voz (Irmã Zoró)

### Animações
- Marcos Faria
- Catapreta
- Marcelo Presotto
- Dani Libardi
- Deeper
- Marcelo Amiky
- Tomas Rajlevsky